# Axel Blände
Axel Lennart Blände, född 6 september 1901 i Åtvids församling, Östergötlands län, död 1975, var en en svensk trädgårdsarkitekt.
Blände, som var son till kassör Gustaf Jansson och Hilma Jonsson, genomgick Kungliga Lantbruksakademiens trädgårdsskola Experimentalfältet, samt studerade i Norge, Danmark och Tyskland. Han var anställd vid Centralanstalten för jordbruksförsök vid Experimentalfältet 1928, föreståndare för Villa Billnäs trädgårdsskola i Finland 1929–1933, dito för Svenska trädgårdsskolan i Åbo samt verkställande direktör i AB Svenska trädgårdsskolan 1933–1940 samt därefter trädgårdsarkitekt och -entreprenör i Örebro. Han utgav Standardsorter av äpplen i Finland samt publicerade artiklar i dags- och fackpress. Han deltog i finska vinterkriget 1939–1940.